# Sanming
Sanming is een stadsprefectuur in het westen van de zuidelijke provincie Fujian, Volksrepubliek China. Het grenst in het noorden aan Nanping, in het oosten aan Fuzhou, in het zuidoosten aan Quanzhou, en in het zuiden aan Longyan.
De staalgroep Sansteel Minguang is in Sanming gevestigd en heeft er ook een grote staalfabriek.

## Bijzonderheden
In 1956 werden de voormalige stadsprefecturen Mingxi en Sanyuan samengevoegd tot één stadsprefectuur: Sanming.